# Wilhelm Penser
Per Wilhelm Julius Penser, född 29 maj 1901 i Gammalstorps församling i  Blekinge län, död 24 december 1993 i Eslövs församling, var en svensk advokat och kommunalpolitiker. Han var far till Erik Penser.
Penser var son till stadsfiskalen Nils Persson. Efter juris kandidatexamen i Lund 1923 blev Penser notarie i Hovrätten över Skåne och Blekinge samma år och genomförde tingstjänstgöring 1924–1925. Han blev delägare i advokatfirman Hedener & Penser i Eslöv 1925 och var dess innehavare från 1954. Han var ledamot av Sveriges advokatsamfund från 1928, ledamot av dess nämnd 1936–1950 och av dess styrelse 1951–1957 samt ordförande i Södra avdelningen 1956–1966.
Penser blev styrelseledamot och ombudsman i Svenska Handelsbanken i Eslöv 1935 och var styrelseordförande där 1949–1973 samt var även ombudsman i Eslövs sparbank 1954–1970. Han tillhörde Eslövs stadsfullmäktige för högern 1935–1970 samt var dess vice ordförande 1959–1966 och ordförande 1966–1970. Han var vidare ledamot av Eslövs drätselkammare 1937–1963 och andra kommunala nämnder samt var ledamot av Malmöhus läns landsting 1960–1970 och blev ledamot av förvaltningsutskottet 1966 och vice ordförande 1969–1970. Han var även styrelseordförande i flera bolag.
Penser var ledamot av Vetenskapssocieteten i Lund och blev juris hedersdoktor vid Lunds universitet 1985. Han författade Får en gentleman snarka? (1937), Tre män om en bok (1944) och juridiska tidskriftsuppsatser.